# Абу Али аль-Анбари
Абдуррахма́н Мустафа́ аль-Кадули́, он же Абу Али́ аль-Анбари́ и Абу Ала́ аль-Афри́ (араб. أبو علاء العفري‎; 1957/1959 год, Талль-Афар, Ирак — 25 марта 2016, Сирия) — заместитель лидера исламистской террористической организации Исламское государство Абу Бакра аль-Багдади.

## Биография
Аль-Анбари родился в 1957 или 1959 году в сельской местности Найнавы, и у него не было военного образования в эпоху Баас, кроме прохождения обязательной военной службы. Вместо этого его рабочий опыт был учителем религиозного образования и проповедником в мечети. Он имел некоторые контакты и участие в джихадистских кругах в Ираке до вторжения США в 2003 году (включая встречу с Абу Мусабом аз-Заркави в Багдаде). После того, как он руководил своими собственными формированиями, он присоединился к Ансар ас-Сунне, которая возникла из базирующейся в Иракском Курдистане Ансар аль-Ислам после вторжения США.
Однако впоследствии аль-Анбари присоединился к Аль-Каиде аз-Заркави в Ираке после провала инициативы по слиянию Ансар ас-Сунны и Аль-Каиды в Ираке. Заключённый в тюрьму на некоторое время в 2005 году, аль-Анбари отправился в Вазиристан делегацией из аз-Заркави, чтобы встретиться с членами руководства Аль-Каиды. Затем, когда Совещательное собрание моджахедов было сформировано в результате слияния Аль-Каиды в Ираке с другими джихадистскими группами, аль-Анбари стал его общим лидером и пресс-секретарём. Затем он был заключён в тюрьму в период с 2006 по 2012 год и не был свидетелем образования Исламского государства Ирак в октябре 2006 года и назначения Абу Бакра аль-Багдади его лидером в 2010 году после смерти Абу Умара аль-Багдади.
После освобождения из тюрьмы он вернулся к джихадистской работе в рядах Исламского государства Ирак. Будучи заместителем Абу Бакра аль-Багдади, аль-Анбари был отправлен в Сирию, где Исламское государство Ирак расширилось и превратилось в Исламское государство Ирака и Леванта (ИГИЛ). В конце концов, благодаря завоеваниям ИГИЛ летом 2014 года, аль-Анбари смог принять участие в захвате Талль-Афара у иракского правительства. Фактически, аль-Анбари затем обратился к своей давней страсти к работе дава, больше не служа заместителем аль-Багдади. Хотя аль-Багдади пытался сделать его валием йеменских вилаятов Исламского государства, эта инициатива не сработала по логистическим причинам. Вместо этого аль-Багдади назначил его главой финансового отдела, и поэтому аль-Анбари часто перемещался между Ираком и Сирией.

### Гибель
Впервые иракское правительство сообщило, что аль-Анбари был убит 12 или 13 мая 2015 года в результате авиаудара ВВС США по мечети в городе Мосул. Однако позже информация была опровергнута представителями Центрального командования ВС США, сообщившими также, что никаких ударов по мечетям в окрестностях города не наносилось.
25 марта 2016 года Министерство обороны США и его глава Эштон Картер заявили об убийстве Абу Али аль-Анбари в перестрелке с американскими спецназовцами недалеко от сирийско-иракской границы, когда он следовал с тремя другими боевиками на автомобиле из Эр-Ракки. Согласно заявлению Председателя ОКНШ генерала Джозефа Данфорда, спецназовцы предприняли попытку захватить аль-Анбари живым, для чего с вертолёта была сброшена группа захвата, однако террористы оказали ожесточённое сопротивление и были убиты ответным огнём, в том числе и аль-Анбари. По его же словам, на месте боя военными были захвачены «очень важные документы».
2 мая 2016 года ИГ подтвердило факт смерти аль-Анбари.